# Osedlat Pegasa

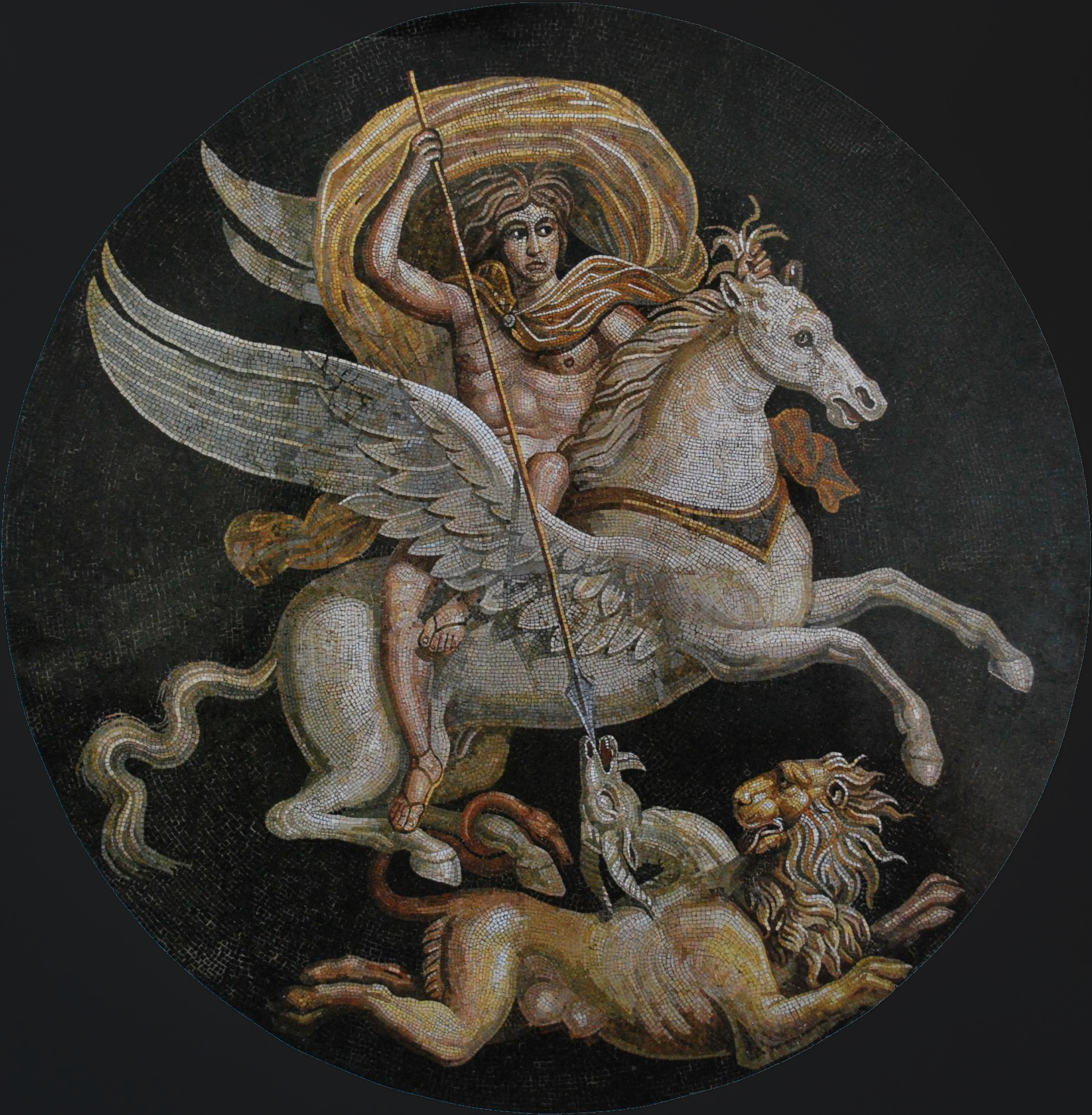
Římská mozaika z 2. nebo 3. století př. n. l. zobrazující Bellerofóna jedoucího na Pegasovi,

Osedlat Pegasa je ustálené slovní spojení, které vešlo do slovníku jako rčení, přirovnání. Má dva významy: osedlat „básnického oře“, který ovlivní   schopnost psát básně, vyjadřovat se poeticky; a druhý – vznášet se v nadoblačnu a konat podivuhodné a hrdinské činy.

## Vznik
Pegas je v řecké mytologii okřídlený kůň, syn boha moří Poseidóna a Medúsy, který občas sestupoval z Diovy nebeské říše k lidem. Hrdina Bellerofón s pomocí zlaté uzdy, kterou měl od moudré Athény, koně chytil, zkrotil a slavně se proháněl krajem. Při pastvě na pahorku Múz pod úderem jeho kopyt vytryskl pramen zázračné vody – Hippúkréné (koňský pramen).  Z toho pak čerpali básníci touhu i sílu psát verše. Odtud novodobá představa o Pegasovi jako básnickém oři.
Na tomto rčení nic nezměnil ani tragický konec jeho pána. Bellerofonta ovládla pýcha, chtěl na Pegasovi  vyletět až na Olymp. Tuto zpupnou drzost potrestal Zeus tím, že na Pegasa seslal zuřivost, Bellerofón ho přestal ovládat a při pádu na zem prý přišel o rozum. 